# エドゥアルト・フォン・デア・プファルツ
エドゥアルト・フォン・デア・プファルツ（Eduard von der Pfalz, 1625年10月5日 - 1663年3月10日）は、プファルツ＝ジンメルン家の一族でプファルツ＝ジンメルン伯。父はプファルツ選帝侯でボヘミア王でもあったフリードリヒ5世、母はイングランド王兼スコットランド王ジェームズ1世の娘エリーザベト。プファルツ選帝侯カール1世ルートヴィヒ、カンバーランド公ルパート（ループレヒト）は兄、ハノーファー選帝侯エルンスト・アウグスト妃ゾフィーは妹、グレートブリテン王ジョージ1世は甥に当たる。

## 生涯
父が三十年戦争に敗れて亡命したネーデルラント共和国のハーグで生まれた。1632年に父が没した後にフランスへ移住、1645年4月24日にマントヴァ公カルロ1世の娘アンヌとパリで結婚、カルヴァン派からカトリックへ改宗したが、これを知った母から勘当された（後に許される）。1657年、母の元から逃げ出してフランスに移住した姉のルイーゼ・ホランディーネをカトリックに改宗させた。
1663年、パリで没した。アンヌとの間に生まれた3人の娘はエリーザベトを通してステュアート家の血を引いていたが、カトリック教徒だったために1701年にイングランドで制定された王位継承法で王位継承候補者から排除され、妹ゾフィーが王位継承者に選ばれた。

## 子女
アンヌとの間に3人の娘を儲けた。
1. ルイーズ＝マリー（1647年 - 1679年） - カール・テオドール・フォン・ザルムと結婚。
2. アンヌ（1648年 - 1723年） - コンデ公アンリ3世と結婚。
3. ベネディクト・アンリエット（1652年 - 1730年） - カレンベルク侯ヨハン・フリードリヒ（エルンスト・アウグストの兄）と結婚。